# Пелло Сальме Кустасівна
Сальме Кустасівна Тульмін, у шлюбах Юргенс та Пелло (10 жовтня 1898, хутір Теенусе волості Кулламаа повіту Ляенемаа Естляндської губернії, тепер Естонія — 17 квітня 1973, місто Таллінн, тепер Естонія) — радянська естонська діячка, доглядачка вагонів, провідниця депо залізничної станції Таллінн. Депутатка Верховної Ради СРСР 2-го скликання.

## Життєпис
Народилася в селянській родині. З восьмирічного віку на польових роботах. Навчалася в початковій школі. До 1930 року працювала у власному господарстві в селі.
У 1930 році переїхала до Таллінна, деякий час працювала в пожежній команді. З 1934 року — прибиральниця вагонів в депо Таллінна.
Влітку 1940 року, після окупації Естонії радянськими військами, вступила в профспілку, займалася прорадянською агітаційною роботою. Потім працювала ученицею бригади доглядачів вагонів залізничного депо Таллінна.
На початку німецько-радянської війни, 29 серпня 1941 року, була заарештована німецькою окупаційною владою. Три роки перебувала в ув'язненні в Харку та в Центральній в'язниці Таллінна. Звільнена із в'язниці 27 серпня 1944 року.
З 1944 року — доглядачка вагонів на станції Таллінн-Балті. З 1945 року — доглядачка вагонів на станції Коплі, провідниця депо залізничної станції Таллінн. З 1945 року була кандидаткою в члени ВКП(б).
Була двічі одружена, мала четверо дітей. Подальша доля невідома.
Померла 17 квітня 1973 року. Похована на цвинтарі Пярнамяе у Таллінні.

## Нагороди та відзнаки
- Почесна грамота Президії Верховної ради Естонської РСР (1945)